# Gretchen Whitmer

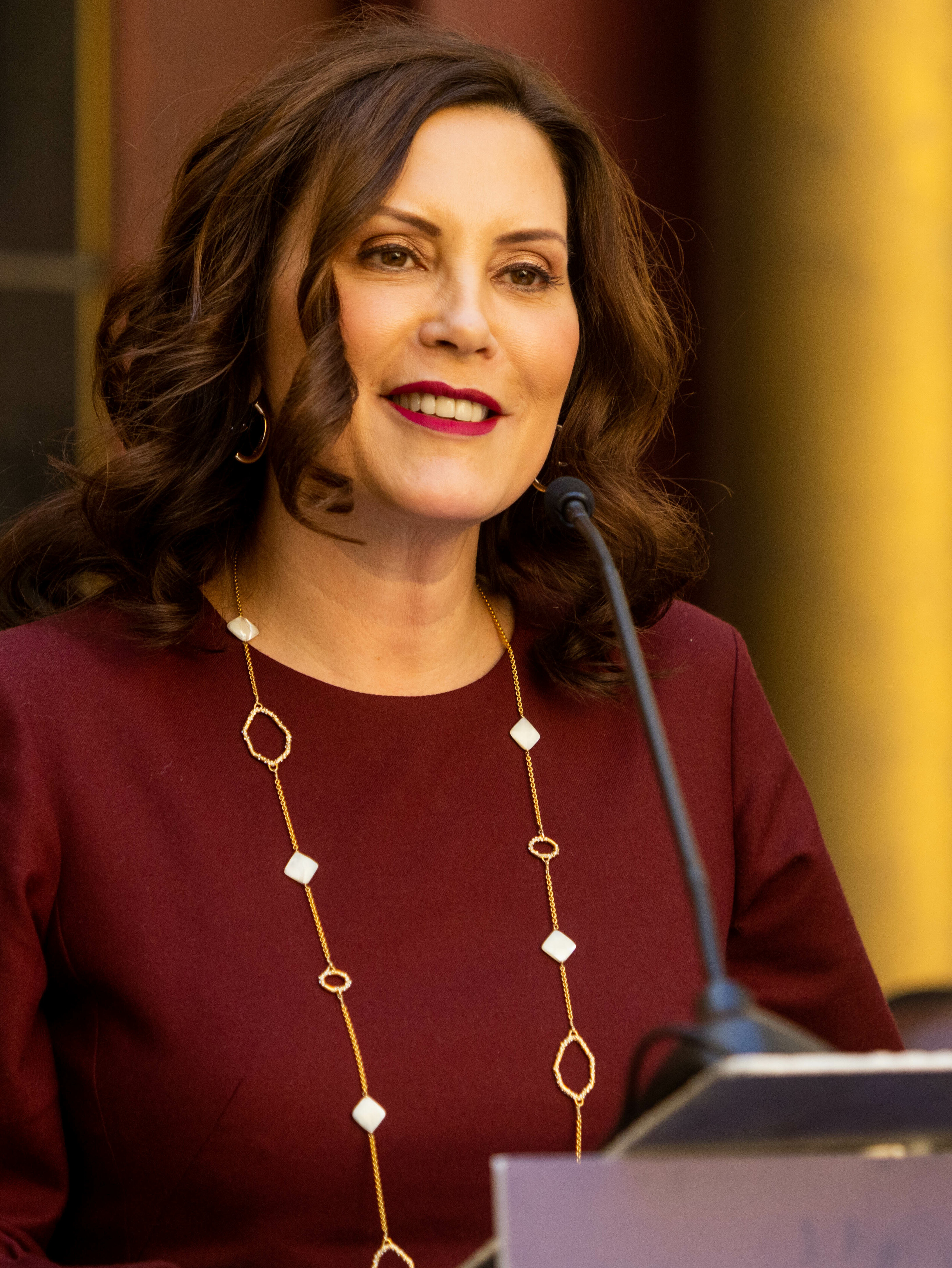
Gretchen Whitmer (2023)

Gretchen [ˈɡrɛtʃən] Esther Whitmer (* 23. August 1971 in Lansing, Michigan) ist eine US-amerikanische Politikerin der Demokratischen Partei und seit Januar 2019 Gouverneurin von Michigan. Die Juristin gehörte zwischen 2001 und 2015 sowohl dem Repräsentantenhaus als auch dem Senat von Michigan an. Im Senat war sie ab 2011 auch Vorsitzende der demokratischen Fraktion. Von 2021 bis 2025 war sie zudem eine der Vize-Vorsitzenden des Democratic National Committees.

## Leben

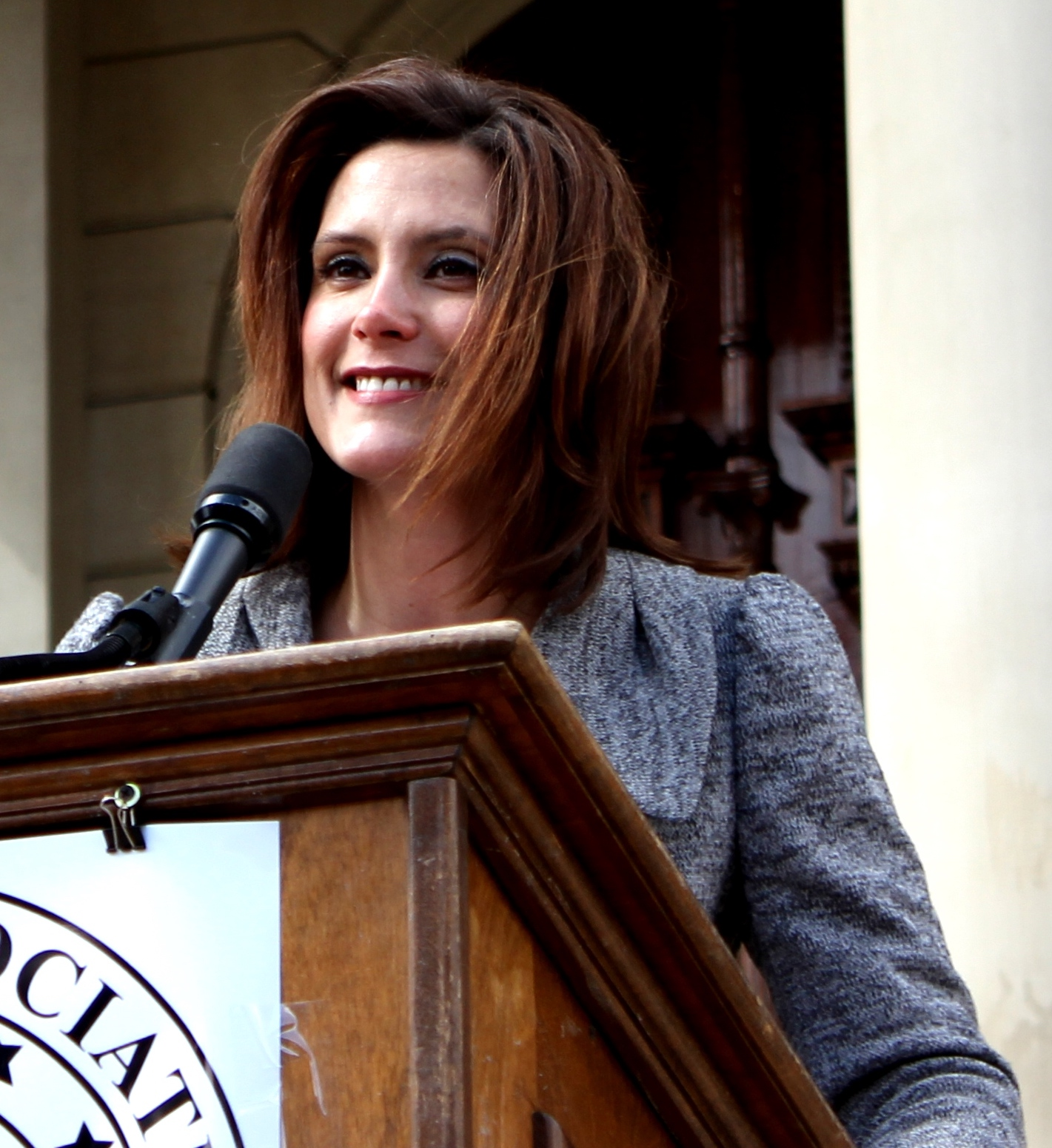
Gretchen Whitmer bei einer Rede (2011)

Ihre Eltern waren beide Juristen, und ihre Mutter war zeitweise im Büro des Attorney General von Michigan tätig. Ihr Vater Richard Whitmer war Wirtschaftsminister des Bundesstaates Michigan unter Gouverneur William Milliken (R). Nach einem BA in Kommunikationswissenschaften der Michigan State University und einem J.D.-Abschluss in Rechtswissenschaften vom Detroit College of Law (heute Michigan State University College of Law) war sie selbst im juristischen Bereich tätig. Im Jahr 2000 kandidierte sie erfolgreich für ein Mandat im Repräsentantenhaus von Michigan und gehörte diesem bis 2006 als Abgeordnete an. Durch eine frühzeitige Vakanz im 23. Wahlbezirk des Staatssenats kandidierte sie im Rahmen einer Nachwahl erfolgreich für das Oberhaus der bundesstaatlichen Legislative. Nach mehreren Wiederwahlen gehörte sie dem Senat noch bis Januar 2015 an. Eine im Oktober 2009 verkündete Kandidatur für den Posten des Attorney General von Michigan zog Whitmer Anfang 2010 aus persönlichen Gründen wieder zurück. Zu den Wahlen 2014 konnte sie aufgrund einer Amtszeitbeschränkung nicht mehr antreten. Ab 2011 war sie Vorsitzende der oppositionellen demokratischen Fraktion (Minority Leader). Nach dem Ende ihrer Karriere in der State Legislature wurde sie zwischen Juli und Dezember 2016 interimsweise County Prosecutor (Staatsanwältin) von Ingham County.

### Kandidatur als Gouverneurin
Nachdem Whitmer zu den Wahlen 2014 eine mögliche Kandidatur für das Gouverneursamt noch abgelehnt hatte, erklärte sie im Januar 2017 ihre Bewerbung um das höchste Amt des Bundesstaates bei den Wahlen am 6. November 2018. Bei der Vorwahl am 7. August 2018 der Demokraten setzte sie sich wie in Umfragen erwartet gegen zwei Mitbewerber durch: Rund 52 % der demokratischen Wähler sprachen sich für sie aus. Zu ihrem Kandidaten für das Amt des Vizegouverneurs wählte sie den afroamerikanischen Lokalpolitiker aus Detroit Garlin Gilchrist aus. Aus der Vorwahl der Republikaner am selben Tag ging der bisherige Attorney General Michigans, Bill Schuette, als Sieger hervor. Dieser war unter anderem von US-Präsident Donald Trump unterstützt worden. Bei der eigentlichen Wahl am 6. November 2018 setzte sich Whitmer dann mit 53,3 % der Stimmen durch; für Schuette sprachen sich 43,8 % der Wähler aus. Der republikanische Amtsinhaber Rick Snyder durfte nach zwei Amtszeiten nicht erneut kandidieren.
Eines ihrer wichtigsten politischen Ziele im Wahlkampf war die Verbesserung der maroden Infrastruktur und eine Stärkung der Bürgerrechte. Außerdem möchte Whitmer die Gesundheitsversorgung verbessern und mehr Menschen Zugang zu staatlicher Krankenversicherung ermöglichen.

### Gouverneurin von Michigan
Gretchen Whitmer wurde am 1. Januar 2019 als 49. Gouverneurin von Michigan vereidigt. An ihrer Seite trat Garlin Gilchrist als erster Afroamerikaner den Posten des Vizegouverneurs an. Nach Jennifer Granholm (2003–2011) ist sie die zweite Frau im höchsten Amt dieses Bundesstaates. Da die Republikaner trotz demokratischer Zugewinne ihre Mehrheiten in beiden Kammern der State Legislature halten konnten, ist für ihre Regierung in Fragen der Gesetzgebung eine Kooperation mit der Opposition vonnöten.
In ihrem ersten Erlass als Gouverneurin ordnete sie an, dass alle staatlichen Angestellten mögliche Bedrohungen für Gesundheit und Sicherheit der Bürger sofort ihren Vorgesetzten mitzuteilen haben, diese müssen daraufhin unverzüglich Untersuchungen einleiten. Die Anordnung gilt als Reaktion auf die Krise der Wasserversorgung in Flint.
Während der COVID-19-Pandemie hatte Michigan nach New York und New Jersey bis einschließlich April 2020 die meisten Todesopfer zu beklagen, sodass Whitmer strikte Ausgangssperren verhängte. Aus Protest gegen diese Maßnahmen positionierten sich Vermummte mit Kriegswaffen vor ihrem Gouverneursbüro im Michigan State Capitol.
Im Oktober 2020 verhaftete das FBI 13 Angehörige der paramilitärischen Extremistengruppe Wolverine Watchmen, von denen sechs zur Last gelegt wurde, die Entführung von Gouverneurin Whitmer geplant zu haben. Die anderen sieben wurden angeklagt, eine Anzettelung eines Bürgerkrieges geplant zu haben.
Ein Gerichtsdokument legte dar, dass die sechs Männer mindestens seit Sommer 2020 die Entführung Whitmers diskutierten, dazu auch ihr Ferienhaus observierten sowie einen Sprengsatz getestet hatten.
Bei der Gouverneurswahl am 8. November 2022 wurde Whitmer mit 54,5 % der Stimmen und damit mit mehr als zehn Prozent Vorsprung vor ihrer republikanischen Gegenkandidatin Tudor Dixon wiedergewählt. Vor allem gelang es den Demokraten unter Whitmer bei den zeitgleich stattfindenden State-Legislature-Wahlen in Michigan zum ersten Mal seit 1983, die Mehrheit in Repräsentantenhaus und Senat zu gewinnen. Der Wahlausgang im eigentlichen Swing-State Michigan wurde daher als blaue Welle bezeichnet.

### Nationale Rolle
Nach ihrer Wiederwahl im Jahr 2022 galt Whitmer als mögliche US-Präsidentschaftskandidatin für den Fall, dass Joe Biden 2024 nicht erneut kandidieren würde. In einem Artikel für Vanity Fair befürwortete die Journalistin und Präsidentenberaterin Jennifer Palmieri Whitmer als Präsidentschaftskandidatin. Als Reaktion auf diese Spekulationen erklärte Whitmer, dass sie nicht für das Präsidentenamt kandidieren werde und beabsichtige, eine volle zweite Amtszeit als Gouverneurin zu absolvieren. Am 25. April 2023 wurde Whitmer zur Co-Vorsitzenden von Bidens Wiederwahlkampagne ernannt. Diese Rolle hatte sie bereits bei Bidens Präsidentschaftskampagne 2020 inne, außerdem war sie eine der vier finalen Kandidatinnen Bidens für den Posten der US-Vizepräsidentin; wobei Whitmer selbst Biden dazu drängte, eine Afroamerikanerin zu nominieren. Schlussendlich wurde Kamala Harris zur Running Mate ernannt.

## Privates
Gretchen Whitmer hat zwei Töchter aus erster Ehe. Ihr Ehemann seit 2011, Marc Mallory, hat drei Söhne aus erster Ehe.

## Bücher
- True Gretch: What I've Learned About Life, Leadership, and Everything in Between, Simon & Schuster, 9. Juli 2024 (ISBN 978-1-6680-7231-8).